# British Bulldogs
De British Bulldogs was een professioneel worsteltag-team, afkomstig uit Engeland, bestaande uit Davey Boy Smith en Dynamite Kid (Thomas Billington).

## Biografie
De neven Davey Boy Smith en de Dynamite Kid begonnen hun worstelcarrière in Engeland samen met Bruce Hart.
Na een poosje in Engeland en Japan geworsteld te hebben, gingen ze over naar het bekendere en opkomende World Wrestling Federation van Vince McMahon. Als tag team ontstonden er diverse strijden tegen onder andere The Hart Foundation, met Bret Hart (de zwager van Davey Boy Smith) en Jim 'the Anvil' Neidhart, die Jimmy Hart als manager hadden.
Later begon de strijd om het World Tag Team Championship tegen onder andere 'The Dream Team' (Greg Valentine en Brutus Beefcake) en tegen The Iron Sheik en Nikolai Volkoff.
De 'British Bulldogs' staan bekend als een van de succesvolste tag teams uit de jaren 80.
Ook hadden ze later een echte Engelse buldog als mascotte, genaamd 'Matilda'. Na 1988 verlieten de British Bulldogs de World Wrestling Federation na een ruzie met andere worstelaars.

## Finishing Moves
Enkele finishing moves om de tegenstander uit te schakelen waren de rennende 'power slam' van Davey Boy Smith en de 'flying head butt' (vliegende hoofdstoot) van de Dynamite Kid.

## WrestleManiaIII
Tijdens WrestleMania III namen ze het samen met Tito Santana op tegen de 'Hart Foundation' en de toen corrupte scheidsrechter Danny Davis. De ongetrainde en kleinere Davis stapte steeds snel de ring uit maar werd uiteindelijk toch gegrepen door Tito Santana en Smith, waarbij Davis het behoorlijk moest ontgelden. Davis wist deze wedstrijd toch te winnen door na een korte chaos in de ring, de megafoon van Jimmy Hart te pakken en Smith hiermee neer te slaan, wat de scheidsrechter niet zag. Zowel de Bulldogs als Tito Santana hadden hun titel verloren door toedoen van Davis, en wilde nu revanche, wat slechts gedeeltelijk lukte.

## Personen
Thomas (Tom) Billington is de echte naam van de Dynamite Kid, die een van de lichtste zwaargewicht worstelaars was met een gewicht rond de 99 kg (220 lb), later zo'n 102 kg (225 lb). Hij was in 2009 al een tijdje gestopt met worstelen. Hij stond bekend als een worstelaar die geen middelen gebruikte zoals anabole steroïden en was door zijn kleine lengte en gewicht in verhouding tot andere worstelaars een zeer snelle worstelaar. In combinatie met Smith, die veel kracht had, vormden ze een 'ideaal' tag team. Hij stierf in 2018.
David Boy Smith, vaak Davey genoemd, hoorde eigenlijk David Smith te heten. Echter had zijn vader op de geboorteakte het woord 'boy' (jongen) achter de voornaam gezet in plaats van een kruisje te zetten in het vakje of het een jongetje of meisje was, waardoor de huidige naam ontstond. Smith heeft de tweede naam 'boy' altijd aangehouden. Hij overleed na een periode van harddruggebruik en gebruik van anabole steroïden aan een hartaanval in 2002 hoewel dat niet de directe oorzaak was. Hij stierf aan hartritmestoornissen ten gevolge van een vergroot hart (sporthart). Smith stond bekend als een van de sterkste worstelaars van de WWF en was voordat hij worstelaar werd een bokser.
Davey Boy Smith is na de 'British Bulldogs' solo nog een paar jaar verdergegaan als 'The British Bulldog' zonder zijn neef en teampartner Billington, de 'Dynamite Kid'. Later zijn ze in Japan weer tijdelijk bij elkaar gekomen als team, rond het jaar 2000.

## Kampioenschappen en prestaties
- Stampede Wrestling
  - Stampede International Tag Team Championship (2 keer)

- World Wrestling Federation
  - WWF World Tag Team Championship (1 keer)

- Wrestling Observer Newsletter awards
  - Best Wrestling Maneuver (1984) Power clean dropkick
  - Tag Team of the Year (1985)